# Тридактилина
Тридактилина (лат. Tridactylina) — монотипный род двудольных растений семейства Астровые (Asteraceae), включающий вид тридактилина Кирилова (лат. Tridactylina kirilowii (Turcz.) Sch.Bip.). Выделен немецким ботаником Карлом Генрихом Шульцем в 1844 году. Вид назван в честь русского ботаника И. П. Кирилова.

## Распространение, описание
Один из немногих родов флоры России, являющийся эндемичным. Единственный вид узкоареально встречается у юго-восточного побережья озера Байкал, на территории Иркутской области и Республики Бурятия. Растёт на хорошо освещённых участках лесной зоны. Хотя растение по-прежнему встречается редко, есть тенденция к расширению ареала на юг Бурятии.
Tridactylina kirilowii — одно- или двулетнее растение с прямым стеблем высотой до 40 см. Корень стержневидный. Листья простые, обратнояйцевидные, бледно-зелёного цвета; размещённые у основания листья быстро отмирают. Соцветие — поникающая корзинка, цветок ярко-жёлтого цвета. Плод — ребристая семянка. Цветёт в конце июля и августе, размножается исключительно семенами, созревающими к августу—октябрю.

## Замечания по охране
Вид Tridactylina kirilowii включён в Красные книги России, Республики Бурятия и Иркутской области, ранее включался также в Красные книги СССР и РСФСР. Находится под угрозой к исчезновению. Конкурентоспособность слабая. Проводятся попытки реинтродукции вида в пределах природного ареала.